# Der Schwimmer (1968)
Der Schwimmer (Originaltitel: The Swimmer) ist ein surreales US-amerikanisches Filmdrama von Frank Perry und Sydney Pollack aus dem Jahr 1968. Die Hauptrolle spielt Burt Lancaster.

## Literarische Vorlage
Der Film basiert auf der gleichnamigen Kurzgeschichte des US-amerikanischen Autors John Cheever, die 1964 erschien. Für den Film wurde die Handlung etwas verändert. Einige Dinge wurden hinzugefügt, andere gestrichen.

## Handlung
Ned Merrill, gespielt von Burt Lancaster, kommt an einem Sommermorgen nur in Badehose gekleidet, unerwartet zu Freunden zu Besuch, um in ihrem Pool zu schwimmen. Das Paar heißt den unerwarteten Gast herzlich willkommen, auch wenn seit dem letzten Zusammentreffen mindestens zwei Jahre vergangen sind. Nachdem er erfährt, dass ein befreundetes Nachbarpaar sich ebenfalls einen Pool zugelegt hat, kommt er auf die Idee, die Pools auf den Grundstücken seiner ehemaligen Bekannten in einem wohlhabenden Bezirk von Connecticut, die sich wie ein Fluss aneinanderreihen, zu durchschwimmen und dabei deren Grundstücke zu durchqueren. Diesen „Fluss aus Pools“ nennt er als Widmung an seine Frau den „Lucinda Fluss“. Details über das frühere Leben Neds werden nur in Andeutungen und Anspielungen früherer Bekannter deutlich, die er auf seinem Weg von einem Grundstück zum anderen in deren Gärten antrifft. Diese Anspielungen lassen vermuten, dass Ned in seiner Vergangenheit nicht nur der fürsorgliche und geliebte Familienvater war, als der er sich darstellt. Zudem wird deutlich, dass er pleite ist und manchem alten Bekannten noch Geld schuldig ist. Im weiteren Verlauf des Films, und je mehr er sich diesen zunehmend ablehnenden Anspielungen der unterschiedlichen früheren Bekannten ausgesetzt sieht, spricht Ned häufiger davon, nach Hause gehen zu müssen. Eine der Personen, die er trifft, ist seine offensichtlich ehemalige Geliebte (Janice Rule), die ihn mit Vorwürfen und Demütigungen konfrontiert.
Für einige Stunden wird Ned von einem hübschen jungen Mädchen begleitet, das einst regelmäßig als Babysitterin in Neds Haus verkehrte und ihm nun gesteht, sich zu jener Zeit in ihn verliebt zu haben. Ihre Wege trennen sich, als Ned ihr eindeutige Annäherungsversuche macht und sie Reißaus nimmt.
Als letzte Station seiner Odyssee steht Ned in seiner Badehose vor seinem eigenen unbewohnten Haus. Ein Gewitter ist aufgezogen und es regnet in Strömen. Der verlassene und verwachsene Tennisplatz wird kurzzeitig von einer Erinnerung an ein Tennisspiel mit seiner glücklichen Tochter überblendet. Das Haus ist von Unkraut umwachsen und während er verzweifelt an der Tür klopft, zeigt die Kamera das verlassene Innere des Hauses.

## Entstehung und Reaktionen auf den Film
Der Film entstand bereits im Jahre 1966, erschien jedoch erst 1968 in den Kinos. Für die Dreharbeiten wurden zahlreiche Grundstücke reicher Vorortbewohner vorübergehend gegen Entgelt vereinnahmt, um dort drehen zu können. Als der Film 1968 erschien, war dieser wenig erfolgreich. Erst über die Jahre wurde er von vielen Fans Lancasters als eines seiner herausragenden Werke entdeckt.

## Kritiken
„Allegorische Filmfabel, die an der Figur eines heimatlosen Wanderers die Borniertheit des gutsituierten amerikanischen Bürgertums demonstriert. Die inhaltlichen und formalen Ambitionen münden jedoch teilweise in kitschiges Pathos und prätentiöse Symbolismen.“

„Sensible Studie eines am Leben gescheiterten Menschen […]. Am Beispiel Ned Merrills entlarvt Perry die Hohlheit einer Gesellschaft, deren Statussymbol der Swimming Pool und deren Reaktionen auf menschliches Unglück Reserviertheit, Abwehr und Schadenfreude sind. Der von der Kamera und von der Musik her symbolisch etwas überladene Film empfiehlt sich dennoch durch die außergewöhnliche Behandlung des Themas und durch die überraschende Darstellungskraft Burt Lancasters in der Titelrolle.“

## Wissenswertes
Aufgrund von Differenzen wurde inmitten der Dreharbeiten der Regisseur Frank Perry durch Sydney Pollack ausgetauscht, was zu Verzögerungen beim Dreh führte. So wurden die Passagen des Films mit der ehemaligen Geliebten Ned’s, Shirley Abott, von Sydney Pollack arrangiert.
Burt Lancaster, zum Zeitpunkt des Drehs bereits 53, musste vor und während der Dreharbeiten ein umfassendes Fitnessprogramm und Schwimmunterricht absolvieren, um der athletischen Figur der Hauptperson sowie den Schwimmszenen gerecht zu werden.
Janice Rule war ein Ersatz in letzter Minute für Barbara Loden.